# Swedish Solar Telescope
De Swedish Solar Telescope (SST) is een 1 meter grote zonnetelescoop op het Observatorio Roque de los Muchachos op La Palma (Canarische Eilanden). Het is de opvolger van de Swedish Vacuum Solar Telescope (SVST), die een half zo grote lens had met een diameter van 47,5 cm.